# Chrysler E-Class
La E-Class è un'autovettura mid-size prodotta dalla Chrysler dal 1982 al 1984. Era quasi identica alla Dodge 600 ed alla Plymouth Caravelle, ed era basata sul pianale E del gruppo Chrysler. La trazione era anteriore. Venne offerta solo in versione berlina quattro porte.

## Storia
La E-Class fu introdotta per colmare il gap tra la Chrysler New Yorker, che era al top di gamma, e la Chrysler LeBaron, che invece era il modello più economico del marchio. In particolare, la E-Class condivideva con la New Yorker le dimensioni e la maggior parte dei lamierati, anche se rispetto ad essa era meno lussuosa. Prese quindi il posto della Chrysler Newport, che uscì di produzione nel 1981. Inizialmente la E-Class si sarebbe dovuta chiamare Grand LeBaron. In seguito fu deciso di denominare il modello E Class per collegare il nome al pianale utilizzato. La E Class era dotata di un equipaggiamento di serie piuttosto ricco, dato che comprendeva, ad esempio, la chiusura centralizzata, gli alzacristalli elettrici e l'aria condizionata.
Il motore base era un quattro cilindri in linea da 2,2 L di cilindrata. Il propulsore offerto tra le opzioni era invece un quattro cilindri in linea da 2,6 L. Del primo motore citato, nel 1983 ne fu introdotta la versione sovralimentata, mentre nel 1984 venne lanciata la sua versione ad iniezione. Il cambio era automatico a tre rapporti.
Le vendite non furono buone ed in totale, di E-Class, ne furono prodotti 71.495 esemplari.